# Parafia św. Michała Archanioła w Zebrzydowicach
Parafia św. Michała Archanioła w Zebrzydowicach – parafia rzymskokatolicka w Zebrzydowicach, należąca do dekanatu Kalwaria archidiecezji krakowskiej.
Została wzmiankowana po raz pierwszy w spisie świętopietrza parafii dekanatu Zator diecezji krakowskiej z 1326 pod nazwą Villa Siffridi. Następnie w kolejnych spisach świętopietrza z lat 1346–1358 jako Zifridi Villa.